# Außerordentlicher FDP-Bundesparteitag 1987
Koordinaten: 49° 29′ 5″ N, 8° 28′ 38″ O

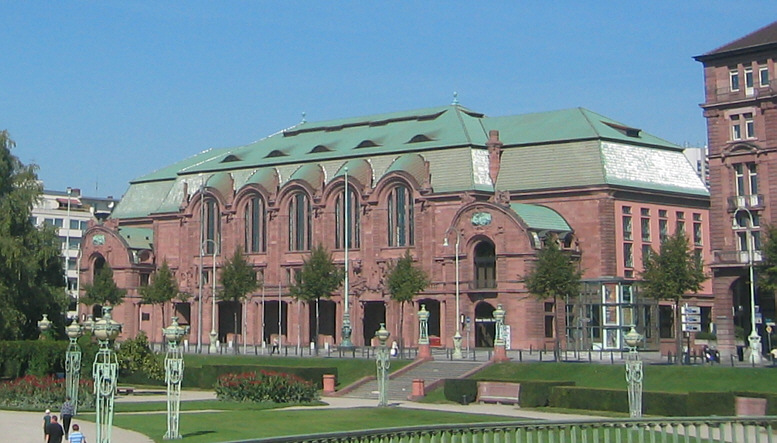
Mannheim Rosengarten, 2003

Den außerordentlichen Bundesparteitag 1987 hielt die FDP am 9. Dezember 1987 in Mannheim ab. Es handelte sich um den 10. außerordentlichen Bundesparteitag der FDP in der Bundesrepublik Deutschland. Er fand im Rosengarten (Musensaal) statt.

## Tagesordnung
- 10:00 Uhr: Eröffnung des a.o. Bundesparteitages mit Bericht des Wahlprüfungsausschusses und Begrüßung durch den Vorsitzenden des Landesverbandes Baden-Württemberg, Walter Döring mit anschließender Wahl des Parteitagspräsidiums und der Zählkommission
- 10:30 Uhr: Rede des Bundesvorsitzenden Martin Bangemann
- anschl. Beratung und Beschlussfassung zum Antrag: „Sicherung des inneren Friedens“.
- 17:30 Uhr: Ende des a.o. Bundesparteitages

## Verlauf und Beschlüsse
Auf diesem Parteitag verabschiedete die FDP ein Papier zur „Sicherung des inneren Friedens“. Hierin wurden eine Änderung der Strafprozessordnung durch den Ausbau beschleunigter Verfahren, die Novellierung des Versammlungsrechts und des Vermummungsverbots zum Schutz von friedlichen Demonstrationen gefordert. Dazu wurden Richtlinien über den Vorrang der Gefahrenabwehr bei der Verfolgung von Straftaten bei Demonstrationen beschlossen.

## Dokumente des Parteitages

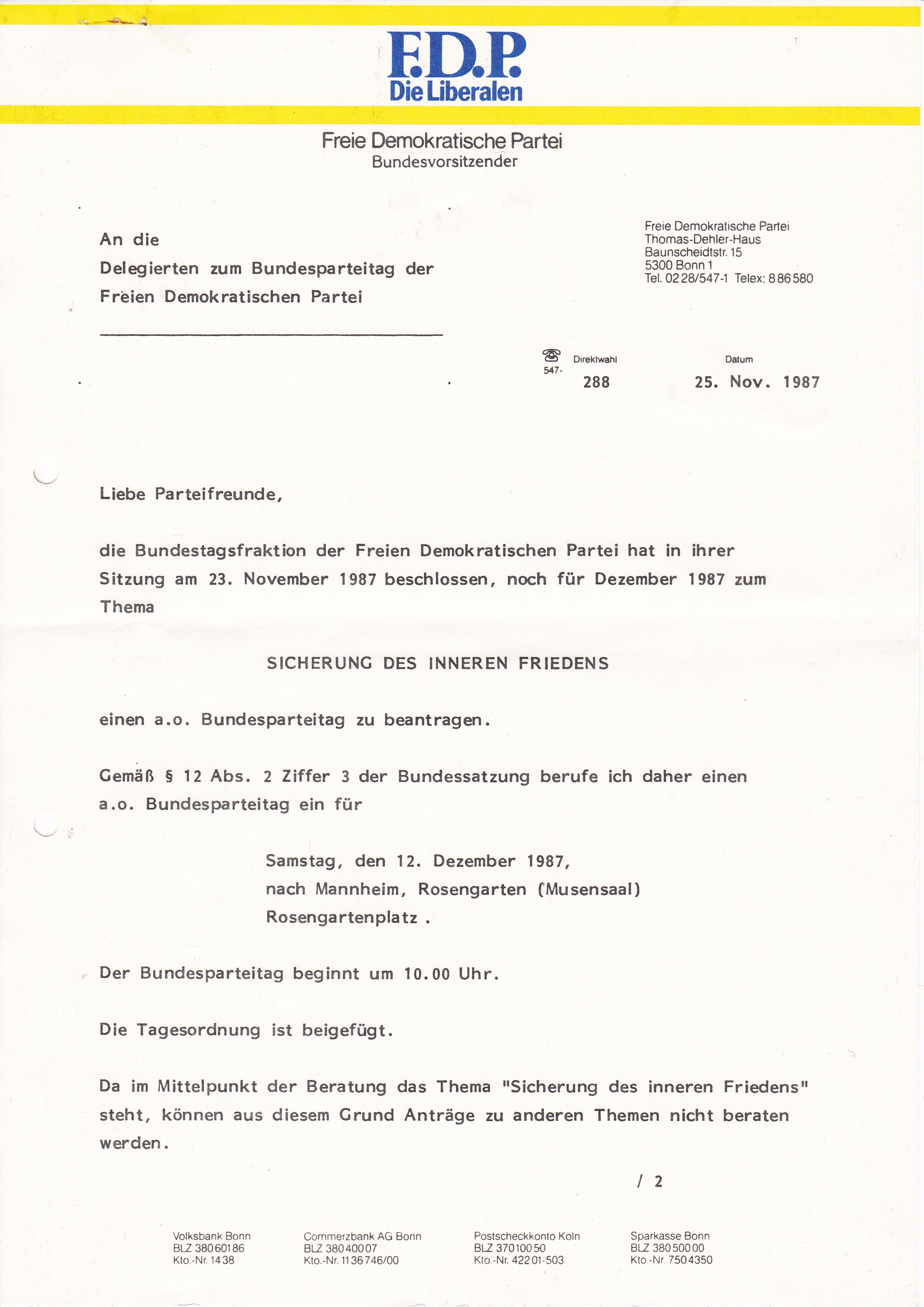
Einladungsschreiben Seite 1
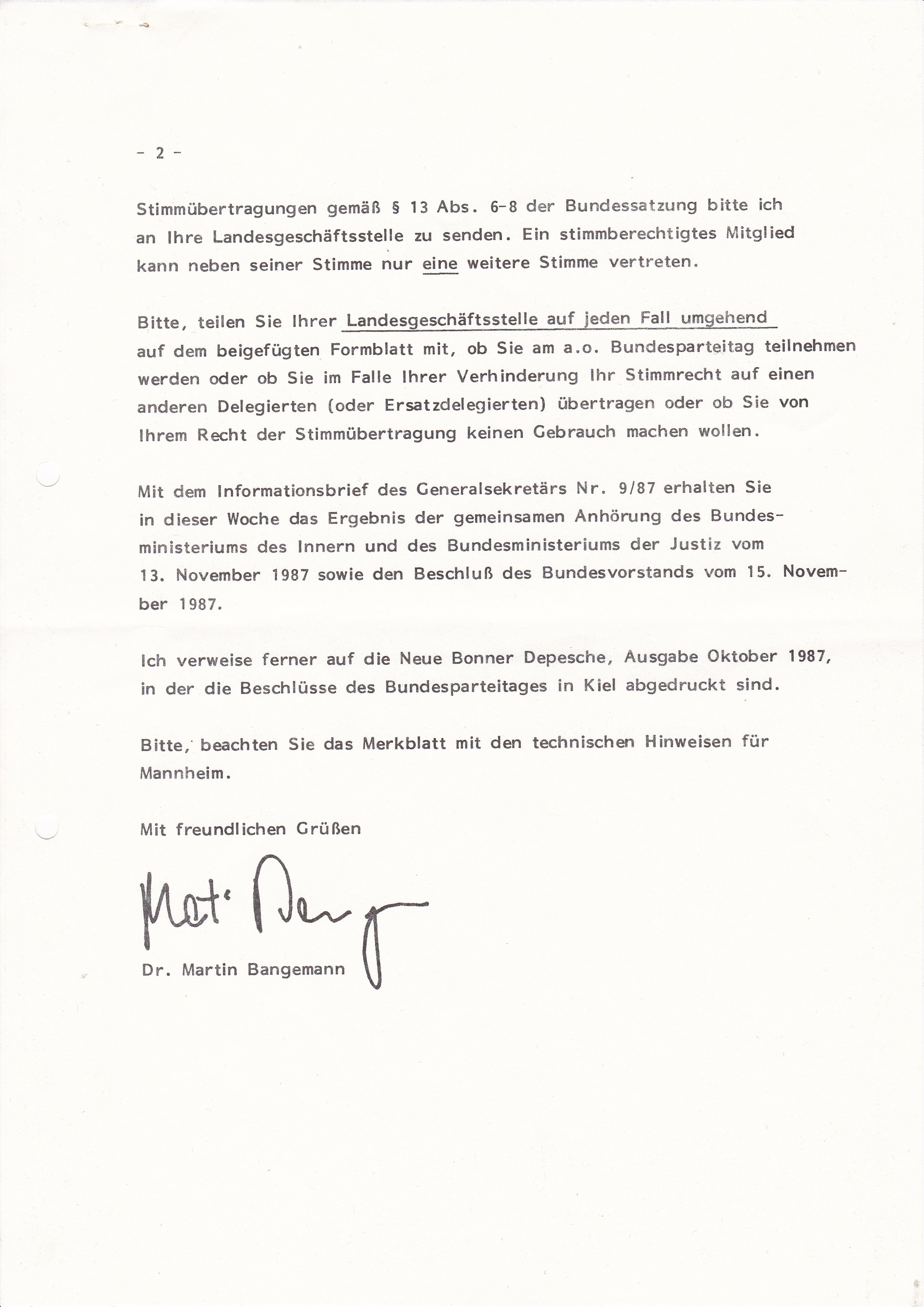
Einladungsschreiben Seite 2
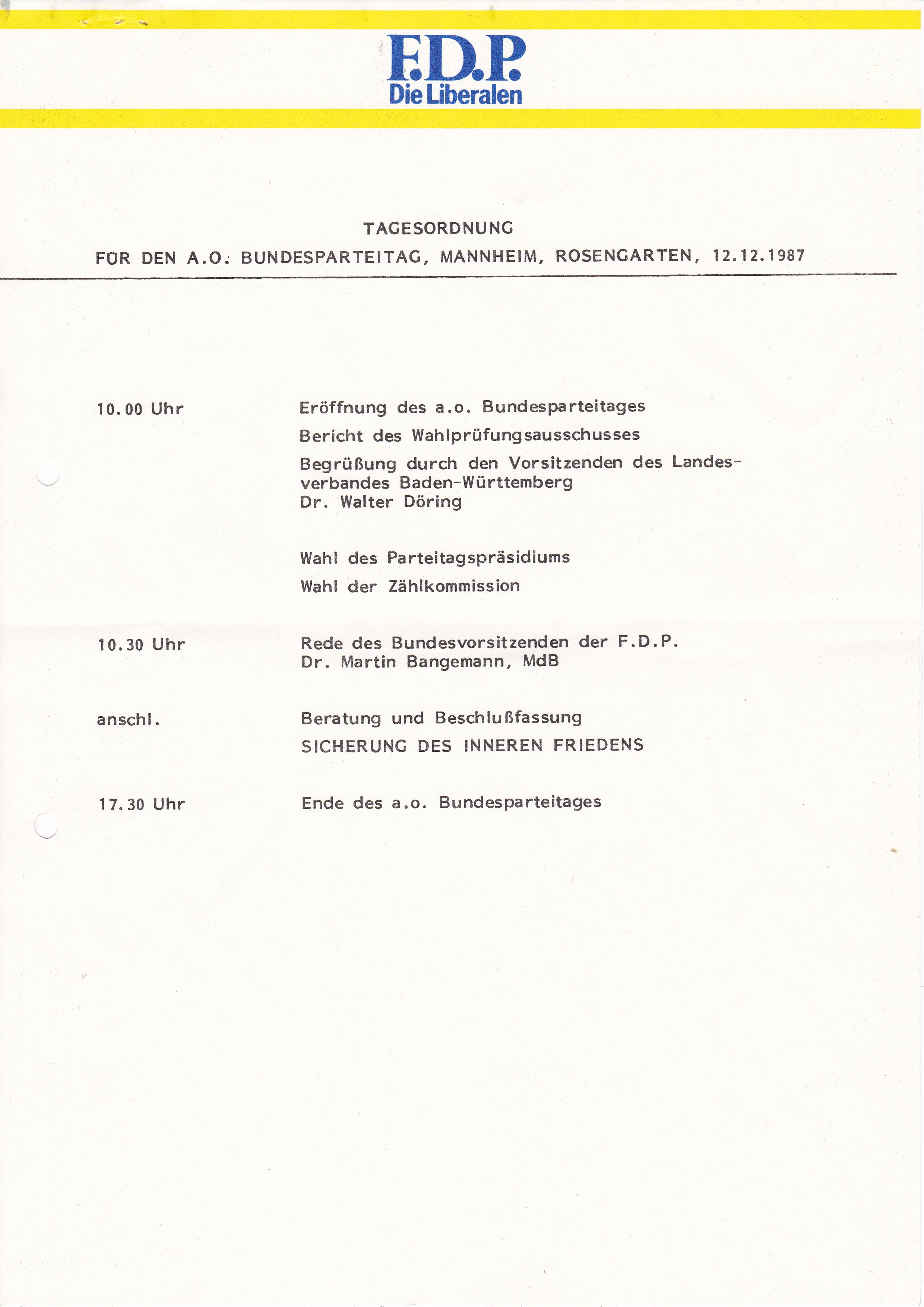
Vorschlag zur Tagesordnung
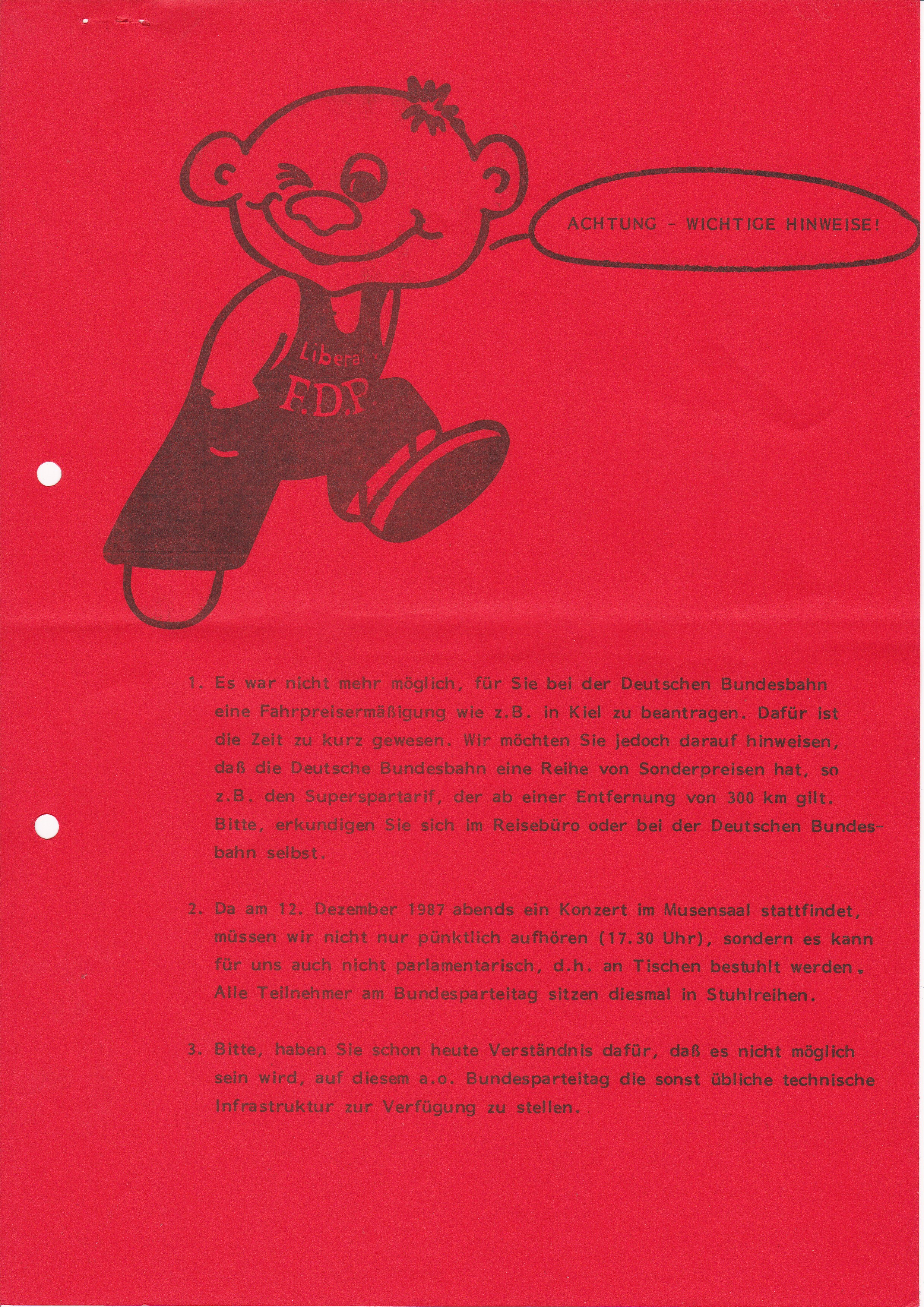
Technische Hinweise
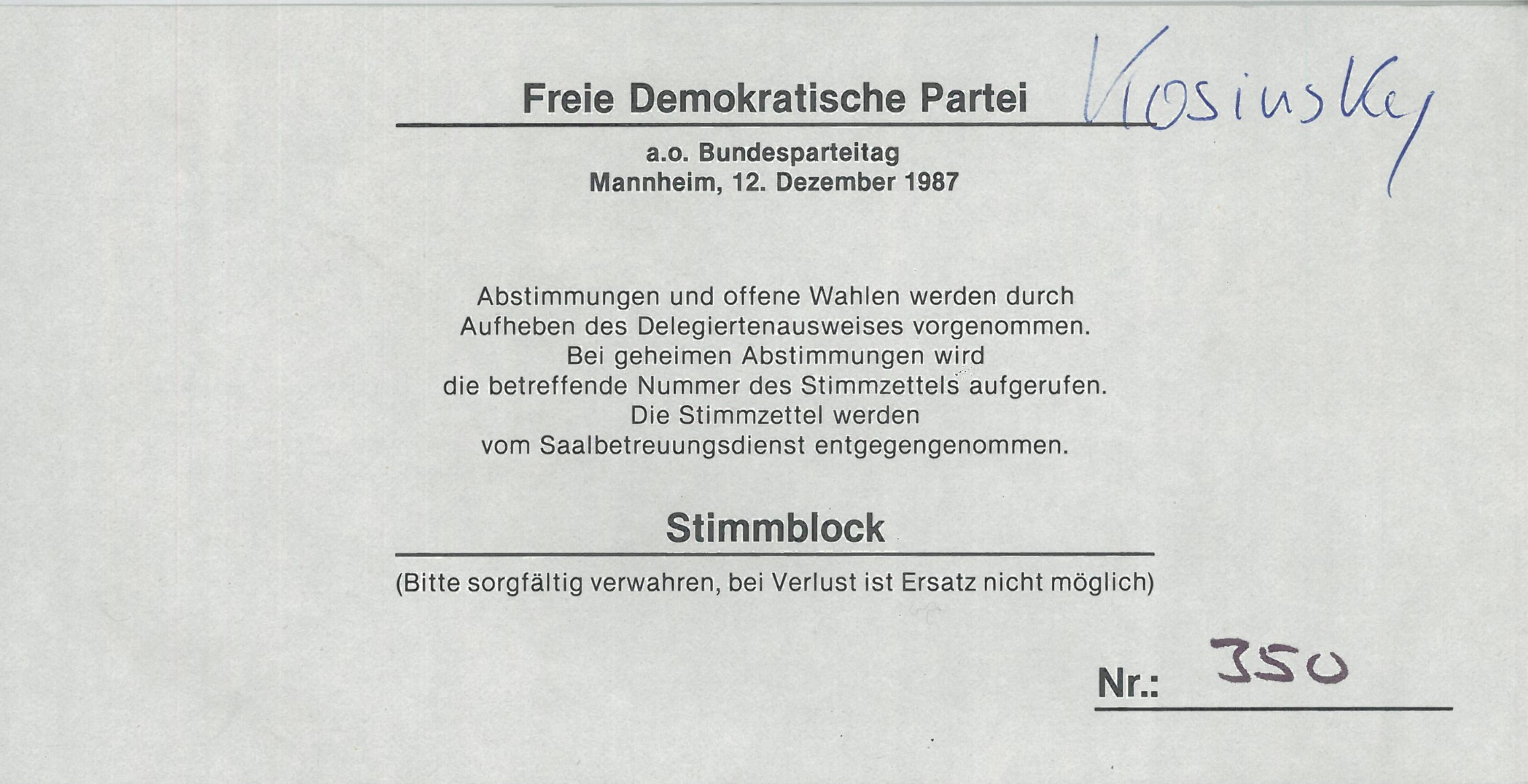
Stimmblock